# Вівсюнець пустельний
Вівсюнець пустельний (Helictotrichon desertorum) — вид рослин із родини злакових (Poaceae).

## Біоморфологічна характеристика
Багаторічник. Стеблини стрункі, 30–60 см завдовжки. Листові піхви голі чи запушені. Язичок гострий, 3–8 мм завдовжки. Листові пластинки сіро-зелені, ниткоподібні, 20–50 см завдовжки й 0.5–0.7 мм ушир, поверхня ребриста. Суцвіття — відкрита, лінійна чи довгаста волоть, 5–8 см завдовжки, складається з 7–17 плідних колосків. Колосочки довгасті, стиснуті збоку, 9–12 мм завдовжки, складаються з 2(3) плідних квіточок, зі зменшеними квіточками на верхівці. Колоскові луски схожі, еліптичні, 1-кілеві; нижня — 6.5–9 мм, 1-жилкова; верхня — 10–11 мм, 3 -жилкова, 1.1–1.2 довжина суміжної фертильної леми. Родюча лема еліптична, 8–10 мм, без кіля, вершина зубчаста, остиста. Палея 8–9 мм, кілі війчасті. Верхівкові безплідні квіточки, схожі на плодючі, але недорозвинені. Зернівка волосиста на верхівці.

## Середовище проживання
Зростає у Євразії (Австрія, Чехія, Росія, Білорусь, Україна, Казахстан, Киргизстан, Таджикистан, Узбекистан, Монголія).
В Україні вид росте на кам'янистих місцях, найчастіше на вапнякових оголеннях, укритих степовою рослинністю — у Тернопільській, Львівській та Івано-Франківській областях, зрідка (релікт)